# Семин (хутор)
Семин — хутор в Яковлевском районе Белгородской области России.
Входит в состав городского поселения посёлок Томаровка.

## География
Расположен рядом с железной дорогой, где имеется остановочная платформа 130 км. Граничит с хутором Роговой. Южнее хутора протекает река Везёлка, за которой располагается урочище Громониха.
Через Семин проходит автомобильная дорога, по обеим сторонам которой расположены дома.

## Население
| 2002 | 2010 |
| ---- | ---- |
| 16   | ↘14  |